# Rödhuvad pygmétyrann
Rödhuvad pygmétyrann (Pseudotriccus ruficeps) är en fågel i familjen tyranner inom ordningen tättingar.

## Utseende och läte
Rödhuvad pygmétyrann är en liten och knubbig tyrann med omisskännligt utseende. Huvudet är bjärt rostrött, liksom vingar och stjärt, medan rygg och bröst är kontrasterande olivgröna. Buken är något ljusare gul. Könen är lika. Lätet består av ett fallande skallrande ljud. Även näbbknäppningar kan höras.

## Utbredning och systematik
Fågeln förekommer i Anderna från Colombia till västra Bolivia (La Paz och Cochabamba). Den behandlas som monotypisk, det vill säga att den inte delas in i några underarter.

### Familjetillhörighet
Arten placeras traditionellt i familjen tyranner. DNA-studier visar dock att Tyrannidae består av fem klader som skildes åt redan under oligocen, pekar på att de skildes åt redan under oligocen, varför vissa auktoriteter behandlar dem som egna familjer. Rödhuvad pygmétyrann med släktingar placeras då i Pipromorphidae.

## Levnadssätt
Rödhuvad pygmétyrann hittas i bergsbelägna subtropiska och tempererade molnskogar. Där rör den sig runt i undervegetationen, enstaka eller i par.

## Status och hot
Arten har ett stort utbredningsområde, men tros minska i antal, dock inte tillräckligt kraftigt för att den ska betraktas som hotad. Internationella naturvårdsunionen IUCN listar arten som livskraftig (LC).